# Leland Grove (Illinois)
Leland Grove je grad u američkoj saveznoj državi Ilinois. Prema popisu stanovništva iz 2010. u njemu je živjelo 1.503 stanovnika.